# Échangeur de Haute-Perche
 (juin 2025).
Motif : Pas de sources. Voir Discussion:Échangeur de Shimukappu/Admissibilité.
- Archive Wikiwix
- Bing
- Cairn
- DuckDuckGo
- E. Universalis
- Gallica
- Google
- G. Books
- G. News
- G. Scholar
- Persée
- Qwant
- (zh) Baidu
- (ru) Yandex
- (wd) trouver des œuvres sur Wikidata

| 1. | Préciser le motif de la pose du bandeau. | Précisez le motif de la pose du bandeau en utilisant la syntaxe suivante : {{admissibilité à vérifier\|date=juin 2025\|motif=remplacez ce texte par le motif}}                                 |
| 2. | Informer les utilisateurs concernés.     | Pensez à avertir le créateur de l'article, par exemple, en insérant le code ci-dessous sur sa page de discussion : {{subst:avertissement admissibilité à vérifier\|Échangeur de Haute-Perche}} |

L'échangeur de Haute-Perche est un nœud routier important du département de Maine-et-Loire situé sur la commune de Saint-Melaine-sur-Aubance au sud d'Angers réaménagé en 2014. Quotidiennement traversé par 21 700 véhicules (2012). Il est composé d'un ensemble de bretelles et de 3 ronds-points.

## Refonte
Jusqu'en 2012, l'échangeur était composé d'un ensemble de bretelles, d'un rond-point et d'un carrefour à niveau. Puis il est en refonte complète pendant 3 ans afin de séparer les flux locaux et de transit. Les échanges dans le sens Brissac-Quincé - Angers sont notamment facilités par une bretelle d'accès directe,. Deux nouveaux rond-points sont aussi créés permettant la desserte locale ainsi que la connexion de la RD 748 (vers Brissac) à l'A87 sud (vers Cholet).
La nouvelle configuration est ouverte le 6 décembre 2014.

## Axes concernés
- l'autoroute A87 (sortie 22) reliant Angers (au niveau de l'échangeur de Gâtignolle avec l'autoroute A11) à La Roche-sur-Yon par Cholet ;
- la RD748 (voie rapide en 2x2 voies) reliant Angers à Poitiers et Niort par Brissac-Quincé.

## Connexions
- la RD 748 vers Les Ponts-de-Cé ;
- la RD 751 vers Juigné-sur-Loire, Gennes et Saumur en longeant la rive gauche de la Loire ;
- la RD 127 vers Saint-Melaine-sur-Aubance.

## Zones d'activité
- ZA des Hautes-Perches ;
- ZA de Lancerre.